# Onkogen
Onkogen je gen koji je potencijalni uzrok kancera. U ćelijama tumora, oni su često mutirani ili izraženi u visokim nivoima.
Većina normalnih ćelija podleže jednoj od formi programirane smrti (apoptozi). Aktivirani onkogeni mogu da uzrokuju preživljavanje i proliferaciju ćelija koje bi inače umrle. Većini onkogena je neophodan jedan dodatni korak, kao što je mutacija još jednog gena, ili faktori okruženja, poput viralne infekcije, da uzrokuju kancer. Od 1970-tih, znatan broj onkogena je identifikovan u ljudskim kancerima. Biološke mete mnogih lekova za kancer su proteini koje kodiraju onkogeni.

## Spoljašnje veze
- Onkogeni i supresori tumora
- Tabele onkogena